# Sobień (powiat opoczyński)
Sobień – wieś w Polsce, położona w województwie łódzkim, w powiecie opoczyńskim, w gminie Białaczów.
| SIMC    | Nazwa      | Rodzaj    |
| ------- | ---------- | --------- |
| 0536686 | Ludwików   | część wsi |
| 0536692 | Łuby       | część wsi |
| 0536700 | Piaski     | część wsi |
| 0536717 | Płaczków   | część wsi |
| 0536723 | Stara Wieś | część wsi |
| 0536730 | Trzebany   | część wsi |

Wierni kościoła rzymskokatolickiego należą do parafii św. Jana Chrzciciela w Białaczowie.

## Historia
Sobień był prywatną wsią szlachecką. Pierwsze wzmianki o niej pochodzą z 1508 roku. Nosiła wtedy nazwę Sobyeny i była własnością Zygmunta z Zakrzowa. Nazwa wsi ewoluowała. W 1520 r. wieś była nazywana Sobyen, a w 1577 r., kiedy należała do Mateusza Załuskiego, nosiła nazwę Sobien. W drugiej połowie XVI wieku wieś była położona w powiecie opoczyńskim województwa sandomierskiego. W XIX w. nastąpił jej rozwój gospodarczy i demograficzny. W 1822 r, we wsi było 18 domów i 140 mieszkańców. W 1888 r. w Sobieniu i Sobieniu — Stara Wieś były razem 2 budynki murowane i 23 drewniane. Na terenie wsi wydobywano rudę żelaza.
W pierwszej połowie XX w. na terenie Sobienia — Piaski wybudowano murowaną szkołę będącą filią Zbiorczej Szkoły Gminnej w Białaczowie. Teren pod budowę szkoły ofiarowali dobrowolnie mieszkańcy wsi. Szkoła funkcjonowała przez kilkadziesiąt lat. W czasie II wojny światowej podczas trwania zajęć szkolnych hitlerowcy aresztowali jednego z nauczycieli — Bronisława Giermazińskiego. Przyczyną aresztowania było prawdopodobnie zatajenie przez niego posiadanego stopnia wojskowego. Bronisław Giermaziński przebywał najpierw w więzieniu w Radomiu, skąd 23 maja 1941 r. został przewieziony do niemieckiego obozu koncentracyjnego Auschwitz-Birkenau, gdzie zginął 3 lutego 1942 . 

### Pacyfikacja wsi

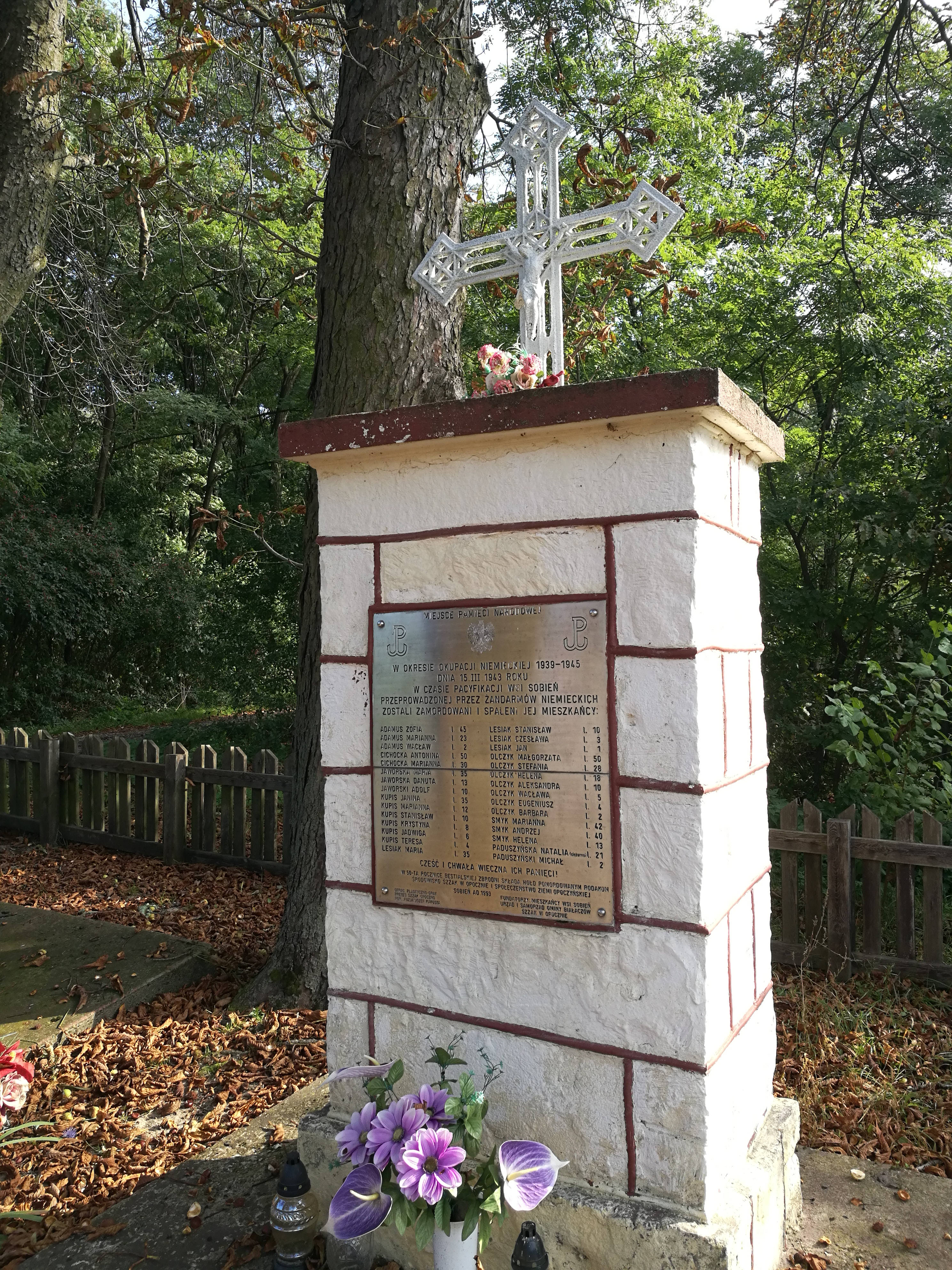
Znajdujący się w Sobieniu krzyż upamiętniający ofiary pacyfikacji wsi przez żandarmerię niemiecką 15 marca 1943 r.

15 marca 1943 r. wieś została spacyfikowana przez żandarmerię niemiecką. W wyniku przeprowadzonej akcji aresztowano 18 mężczyzn, których następnie przewieziono do obozów koncentracyjnych. 28 członków ich rodzin (w przeważającej większości kobiety i dzieci) zastrzelono, a ich zwłoki spalono. Z osiemnastu aresztowanych mężczyzn dziewięciu nie powróciło nigdy do domu. 
W 50. rocznicę opisywanych wydarzeń ufundowano tablicę pamiątkową, którą wmurowano w kamienny krzyż stojący na skrzyżowaniu dróg w Sobieniu. 

### Likwidacja Oddziału Partyzanckiego Armii Krajowej „Błysk”
W czasie II wojny światowej w okolicach wsi Sobień prowadzone były aktywne działania partyzanckie. Sprzyjające warunki środowiskowe, obecność dużych kompleksów leśnych oraz przychylna postawa miejscowej ludności sprawiły, że na terenie wsi i w jej okolicach często odpoczywały oddziały partyzanckie. 8 maja 1944 r. na taki właśnie odpoczynek zatrzymał się w Ludwikowie (Łuby Sobieńskie) Oddział Partyzancki (OP) Armii Krajowej „Błysk” pod dowództwem Wilhelma Franciszka Czulaka ps. „Góral”. Miejsce to było uznawane za bezpieczne, dlatego pięciu z 22 partyzantów otrzymało przepustki w celu odwiedzenia mieszkających nieopodal rodzin. Nad ranem 9 maja 1944 r. Ludwików został otoczony przez oddziały niemieckie wyposażone m.in. w karabiny maszynowe. Z powietrza Niemcy otrzymali również wsparcie samolotu, z którego zrzucano wiązki granatów zapalających. W strzelaninie zginęło 16 partyzantów, w wyniku czego OP AK „Błysk” przestał istnieć. Zwłoki poległych podpalono. W wyniku wymiany ognia zginęła również młoda, ciężarna mieszkanka wsi oraz jej roczny syn.                   

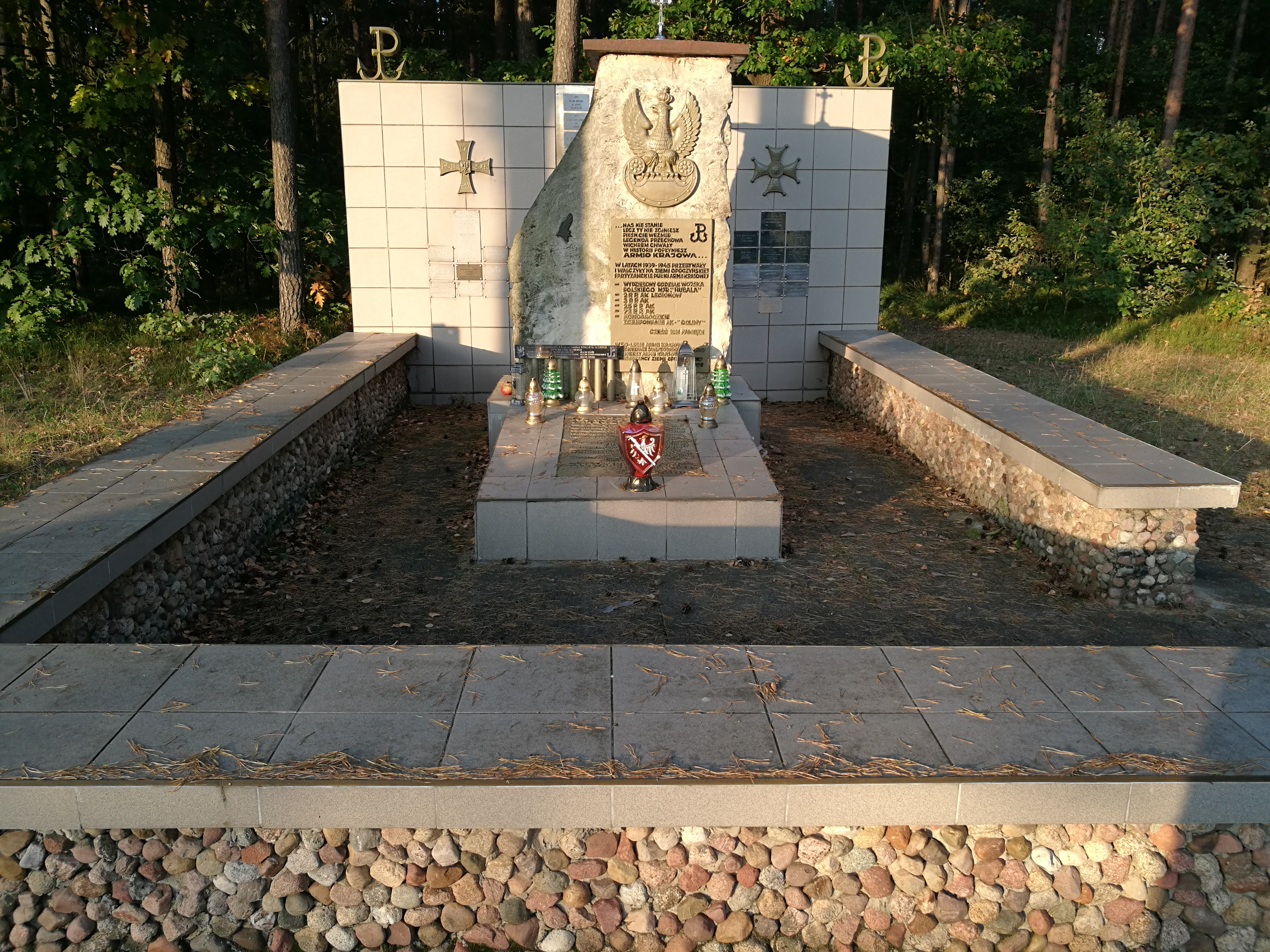
Pomnik upamiętniający partyzantów walczących w okolicach Sobienia

W latach 1944–1945 we wsi wielokrotnie przebywali partyzanci. Miejscowa ludność w przeważającej większości przyjmowała ich serdecznie, pomagając im w miarę możliwości. Znajdywali tu schronienie uciekinierzy, ranni oraz „spaleni” partyzanci. Szczególnie często stacjonowała tu 3. kompania por. Henryka Furmańczyka „Henryka” 25 Pułku Piechoty Armii Krajowej, oddziały Kazimierza Załęskiego „Bończy", Aleksandra Arkuszyńskiego „Maja", Adolfa Pilcha „Doliny" oraz innych dowódców 25 PP AK. W październiku 1944 roku we wsi kwaterował 1 batalion 3 Pułku Piechoty Legionów Armii Krajowej pod dowództwem kpt. "Kłosa" (Jerzy Niemcewicz). Ogromne zaangażowanie w pomoc partyzantom wykazała rodzina państwa Kocembów, którzy z wielkim poświęceniem karmili oraz leczyli rannych i chorych. Kilkaset metrów od sobieńskiej „Kocembówki”, w lesie, postawiono pomnik upamiętniający partyzantów walczących na tym terenie.   
Dwóch mieszkańców Sobienia brało również udział w bitwie pod Monte Cassino Jeden z nich — starszy strzelec Piotr Sikora z 4 Batalionu Strzelców — zginął i spoczywa na Polskim Cmentarzu Wojennym na Monte Cassino w kwaterze 1-C-19.
W latach 1975–1998 wieś należała administracyjnie do województwa piotrkowskiego.

## Współczesność
Na terenie wsi, w budynku dawnej szkoły, działa Wiejski Dom Kultury im. OP AK „Błysk”. Obok, od 2018 roku, funkcjonuje „otwarta strefa aktywności”, utworzono boisko do siatkówki plażowej, zbudowano zadaszone miejsce na grill i wędzarnię.